# Towarzystwo Wioślarskie Syrenka Warszawa
Fundacja Towarzystwo Wioślarskie Syrenka – klub wioślarski w Warszawie prowadzony w formie fundacji. Działalność prowadzi od roku 2012. 

## Przedmiot działalności
Klub został utworzony w 2012 roku i nawiązuje do tradycji przedwojennego KW Syrena. Posiada sekcję wioślarską, prowadzącą zajęcia na łodziach wyczynowych i turystycznych, zarówno dla młodzieży, jak i mastersów. W klubie istnieje również turystyczna sekcja kajakarska. Treningi TW Syrenka odbywają się nad Wisłą, gdzie przy Wale Miedzeszyńskim mieści się przystań klubu. Klub organizuje też imprezy sportowe – m.in. Regaty o Puchar Wisły.

## Wyniki sportowe
TW Syrenka nie jest klubem zrzeszonym w Polskim Związku Towarzystw Wioślarskich, a zatem, poza nielicznymi wyjątkami, zawodnicy w jego barwach mogą uczestniczyć jedynie w zawodach amatorskich.